# Sesamum capense
Sesamum capense är en sesamväxtart som beskrevs av Nicolaas Laurens Nicolaus Laurent Burman. Sesamum capense ingår i släktet sesamer, och familjen sesamväxter. Inga underarter finns listade i Catalogue of Life.